# ایناس الدغیدی
ایناس الدغیدی (انگلیسی: Inas El-Degheidy؛ زادهٔ ۱۰ مارس ۱۹۵۳) کارگردان فیلم اهل مصر است. او فعالیت حرفه‌ای خود را از سال ۱۹۸۵ آغاز کرد.